# Hypolimnas panopion
Hypolimnas panopion är en fjärilsart som beskrevs av Smith 1894. Hypolimnas panopion ingår i släktet Hypolimnas och familjen praktfjärilar. Inga underarter finns listade i Catalogue of Life.